# San Antonio Tzalaní
San Antonio Tzalaní är en ort i Mexiko.   Den ligger i kommunen La Trinitaria och delstaten Chiapas, i den sydöstra delen av landet, 800 km öster om huvudstaden Mexico City. San Antonio Tzalaní ligger 1 593 meter över havet och antalet invånare är 411.
Terrängen runt San Antonio Tzalaní är platt åt nordväst, men åt sydost är den kuperad. Runt San Antonio Tzalaní är det ganska glesbefolkat, med 42 invånare per kvadratkilometer. Närmaste större samhälle är Comitán, 19,6 km nordväst om San Antonio Tzalaní. I omgivningarna runt San Antonio Tzalaní växer huvudsakligen savannskog.